# Gevlekte zeggemineermot
De gevlekte zeggemineermot (Elachista utonella) is een vlinder uit de familie grasmineermotten (Elachistidae). De wetenschappelijke naam werd voor het eerst geldig gepubliceerd in 1856 door Heinrich Frey.
De soort komt voor in Europa.